# Polyrhachis atropos
Polyrhachis atropos är en myrart som beskrevs av Smith 1860. Polyrhachis atropos ingår i släktet Polyrhachis och familjen myror.

## Underarter
Arten delas in i följande underarter:
- P. a. atropos
- P. a. circumdata
- P. a. tersa